# Hátrányos megkülönböztetés
A hátrányos megkülönböztetés vagy negatív diszkrimináció a jogalkotásban, a szociológiában és a szociálpszichológiában használatos fogalom. Jelentése ösztönös vagy tudatos kirekesztő, megalázó cselekedet. Célja a társadalmon belüli hierarchikus viszonyok mesterséges fenntartása vagy megerősítése a kiváltságos helyzetű csoportok vagy egyének javára. Indítéka lehet a fölérendeltség státuszának (uralom, elsődlegesség, dominancia) megszerzése vagy megtartása az embercsoporton belül vagy csoportok között. Az egyenlő bánásmód elvével ellentétes eljárás. Általa létrejön az esélyegyenlőtlenség, melyet a meglévő elsődlegesség, privilégium, aránytalan mentelmi jog, protekció vagy a protekcionizmus bármelyike jellemez. Ürügye pedig a személy vagy embercsoport másiktól eltérő tulajdonságáról (másságáról) szerzett ismeret.

## Fajtái

### Közvetlen hátrányos megkülönböztetés
Közvetlen hátrányos megkülönböztetés történik, ha egy személy vagy csoport kedvezőtlenebb bánásmódban részesül vagy részesülne, valamely valós vagy vélt védett tulajdonsága miatt, mint más, összehasonlítható helyzetben lévő személy vagy csoport.
Azonban nem csak a valós, hanem a vélt tulajdonságok alapján is érhet valakit diszkrimináció (pl. attól, hogy valaki zsidónak látszik, nem biztos, hogy annak is vallja magát).

#### Védett tulajdonságok és példák a megszegésükre

##### Az embertípus
Emberfajták szerinti megkülönböztetés. Helytelen kifejezéssel fajok (faji) vagy rasszok szerinti megkülönböztetés.
Bőrszín 

##### A neme
Nemek közötti különbségtétel vagy annak verbális igazolása. (Például: A nemek közötti bérrés és a a nemi erőszak kultúrája.)

##### A fogyatékossága
Amikor érzékelhető a testi vagy értelmi fogyatékosság.

##### A beszédhiba
A beszédhibák a beszédszervek anatómiai sérülésének vagy fejletlenségének következtében, vagy a működés zavara miatt kialakult ejtési hibák.

##### Az életkora
Leggyakrabban a munkakeresés során az állásinterjúkon veszik figyelembe. (Például: Fiatalságkultusz és ageizmus.)

##### A megjelenési módja
Ide tartozik valamilyen divat szerinti kirívó öltözék, frizura vagy például ápolatlan megjelenés. (Például: Szépségkultusz és lookizmus))

##### A viselkedése
A viselkedés az ember látható és hosszabb ideig észlelhető megnyilvánulásainak jellemzése. (Például: Alterofóbia)

##### A társadalmi helyzete
Amikor az adott egyén vagy csoport státuszát a társadalmi hierarchiában elfoglalt gazdasági helyzete szerint viszonyítjuk. (Például: Osztályizmus)

##### A beszélt nyelv
A hátrányosan megkülönböztetett személyek vagy közösségek nyelve lehet táj jellegű (nyelvjárás) vagy egy másik (idegen) nyelv. A nyelvi negatív diszkrimináció egyik fajtája a nyelvi elnyomás (nyelvgyűlölet, nyelvi kirekesztés), olyan ideológiák és struktúrák neve, amelyek a nyelvi alapon elkülönülő közösségek közötti egyenlőtlen hatalommegosztást segítik elő, illetve reprodukálják.

##### Az eszméje
Valakit az előítéletek alapján filozófiai és/vagy vallási és/vagy gazdasági és/vagy politikai eszméje miatt ér hátrányos megkülönböztetés.

##### A nemi irányultsága
Valakit az előítéletek alapján a szexuális irányultsága miatt ér hátrányos megkülönböztetés. (Például az azonos nemű párok örökbefogadásának intézményesített megtagadása az magyar kormány részéről.)

##### A nemi identitása
Valakit az előítéletek alapján a nemi identitása miatt ér hátrányos megkülönböztetés. (Például a transznemű emberek nemének jogi elismerésének intézményesített megtagadása az magyar kormány részéről.)

##### Az etnikai származása
Etnikum vagy etnikai csoport alatt történelmileg kialakult, az összetartozás tudatával, valamint közös nyelvvel, kultúrával és hagyományokkal rendelkező népességet értünk. Az őket érő soviniszta támadás a mi-ők ellentétből indul ki, csakhogy ebben az esetben az egyenlőtlenség, a nemzeti felsőbbrendűség dominál, összekapcsolódva a másik nemzet lekicsinylésével, esetenkénti megsemmisítésének szándékával. (Például: Holokauszt)
A hátrányos helyzetűek nem csak etnikai származásuk miatt kerülhetnek hátrányba, hanem döntő szerepet játszik sorsuk irányításában a település is. Nem mindegy, hogy az adott hátrányt szenvedő család vagy csoport, közösség  a települési forma kisebb verziójában, tehát falun éli mindennapjait, avagy a nagyvárosban, ugyanis az előbb említettnek sokkal kevesebb esélye van a társadalom integrációjába, mint az utóbb említettnek.  (Például: 2008–2009-es cigánygyilkosságok)

### Közvetett a hátrányos megkülönböztetés
Közvetett a hátrányos megkülönböztetés akkor, ha egy intézkedés látszólag semleges és elfogulatlan, tehát úgy tűnik, hogy nem sérti az egyenlő bánásmód követelményét, de egyes védett tulajdonságokkal (előzőekben felsoroltak) rendelkező személyeket különösen hátrányosan, lényegesen nagyobb számban érinti. (Például, mikor egy állás betöltéséhez az idegennyelv ismeretét kérik, holott az adott foglalkozás betöltéséhez valójában nincsen rá szükség.)

### Zaklatás
A zaklatás akkor valósul meg, ha a védett tulajdonsággal rendelkező személyekkel szemben – e tulajdonságuk miatt – olyan, emberi méltóságot sértő magatartást tanúsít valaki, amelynek célja vagy hatása, hogy velük szemben megfélemlítő ellenséges, megalázó, megszégyenítő vagy támadó környezet alakuljon ki. A zaklatás rendszerint egy hosszabb folyamatot feltételez, tipikus formája a szexuális zaklatás, azonban egyéb természetű is lehet.   

### Jogellenes elkülőnítés
Jogellenes elkülönítés akkor történik, amikor védett tulajdonságai alapján egyes személyeket, vagy személyek egy csoportját a velük összehasonlítható helyzetben lévő személyektől vagy személyek csoportjától – anélkül, hogy azt törvény kifejezetten megengedné –, elkülönít.

### Megtorlás
Megtorlásról akkor beszélhetünk, ha az egyenlő bánásmód követelményének megsértése miatt fellépő személyeket ezen fellépésük miatt éri valamilyen hátrány.

## Törvényi szabályozása
A hátrányos megkülönböztetés pontos fogalmát, a védett tulajdonságok körét Az egyenlő bánásmódról és az esélyegyenlőség előmozdításáról szóló 2003. évi CXXV. törvény határozza meg.
Az egyenlő bánásmód követelményének elve bármely társadalmi csoport hátrányos megkülönböztetését tiltja. Az Alaptörvényben megnevezettek mellett az egyenlő bánásmód megsértését jelenti többek között a nemzeti vagy etnikai kisebbséghez való tartozás, a fogyatékosság, az egészségi állapot, a családi állapot, az anyaság (terhesség) vagy apaság, a szexuális irányultság, a nemi identitás, valamint az életkor szerinti hátrányos megkülönböztetés. A 2003. évi CXXV. törvény rendelkezései szerint az egyenlő bánásmód követelményének megsértését jelenti az előbbiekben felsorolt negatív diszkrimináció fajtái.

## Kapcsolódó fogalom

### Pozitív diszkrimináció
A diszkrimináció  másik fajtája, amely során lényegében azok az embereket kerülnek segítésre, akik valamiért hátrányos helyzetben vannak/kerültek. Valamilyen plusz segítség vagy támogatás annak érdekében, hogy ez a hátrányos helyzetük kiegyenlítődjön. A pozitív diszkrimináció politikájának célja a társadalmi egyenlőtlenségek intézményesített egyenlővé tétele. A bizonyos csoportoknak kedvező politika az esélyek egyenlőségét helyreállítani.

## Gyakorlatban
- Az erőszakos asszimiláció módszerei
- Szlovák nyelvtörvény

## A hátrányos megkülönböztetés tilalma
A hátrányos megkülönböztetést minden polgári demokratikus állam alkotmánya valamint az ENSZ alapokmánya is tiltja.